# Ludwig Imhoff
Pour les articles homonymes, voir Imhoff.
Ludwig Imhoff est un entomologiste suisse, né le 21 octobre 1801 à Bâle et mort le 13 septembre 1868 dans cette même ville.

## Biographie
Fils d’un commerçant, il étudie la médecine à Bâle, à Strasbourg, à Heidelberg, à Halle et à Berlin. Il obtient son doctorat en 1826 à Bâle où il commence à exercer. Il enseigne la zoologie de 1827 à 1866 à l’université de la ville. Il se spécialise sur l’étude des insectes hyménoptères. Il reçoit un titre de docteur honoris causa en 1836.

## Source
- (fr) « Imhoff, Ludwig » dans le Dictionnaire historique de la Suisse en ligne.